# N805 (België)
De N805 is een gewestweg in de Belgische provincie Luxemburg. De ongeveer 800 meter lange route verbindt de N4 ten zuiden van Martelange met de CR311a en CR312 bij de Luxemburgse plaats Perlé. De gehele route bestaat uit twee rijstroken voor beide rijrichtingen samen.